# José S. Benítez
José S. Benítez Espinosa fue un maestro y político mexicano. Fue el primer rector de la Universidad Popular de Colima, cargo que desempeñó de 1940 a 1943. Terminando su rectoría, fue secretario del Ateneo Colimense de Ciencias y Artes en 1944, que fue presidido por José Trinidad Gudiño. Fue diputado por el I Distrito Electoral Federal de Colima en la XL Legislatura del Congreso de la Unión de México. Falleció el 9 de marzo de 1980. Una sala anexa al Paraninfo universitario lleva su nombre.
| Predecesor: Ninguno | Rector de la Universidad Popular de Colima 1940 - 1943   | Sucesor: Miguel Gómez Sandoval |
| Predecesor:         | Diputado federal por el I Distrito de Colima 1946 - 1949 | Sucesor:                       |